# Diocesi di Aurocla
La diocesi di Aurocla (in latino: Dioecesis Auroclena) è una sede soppressa del patriarcato di Costantinopoli e una sede titolare della Chiesa cattolica.

## Storia
Aurocla, identificabile con Beyköy nell'odierna Turchia, è un'antica sede episcopale della provincia romana della Frigia Salutare nella diocesi civile di Asia. Faceva parte del patriarcato di Costantinopoli ed era suffraganea dell'arcidiocesi di Sinnada.
La sede non è citata da Michel Le Quien nell'opera Oriens Christianus, ove tuttavia si fa menzione della ecclesia Abrostolorum, che nei testi antichi per corruzione è conosciuta anche come Abrocla o Demuauraclia. La diocesi è documentata nelle Notitiae Episcopatuum del patriarcato di Costantinopoli fino al IX secolo e poi scompare.
L'unico vescovo attribuito a questa diocesi è Aquila, che fu tra i vescovi convocati da Teodosio II nel battistero della cattedrale di Santa Sofia l'8 aprile 449 e ai quali l'imperatore comunicò la decisione di rivedere il processo contro il monaco Eutiche. Aquila tuttavia non prese parte al concilio di Efeso del mese di agosto successivo. Il vescovo è ancora menzionato negli atti e nelle liste episcopali del concilio di Calcedonia nel 451.
Dal 1933 Aurocla è annoverata tra le sedi vescovili titolari della Chiesa cattolica; il titolo finora è mai stato assegnato.

## Cronotassi dei vescovi greci
- Aquila † (prima del 449 - dopo il 451)